# Yamaha SRX600

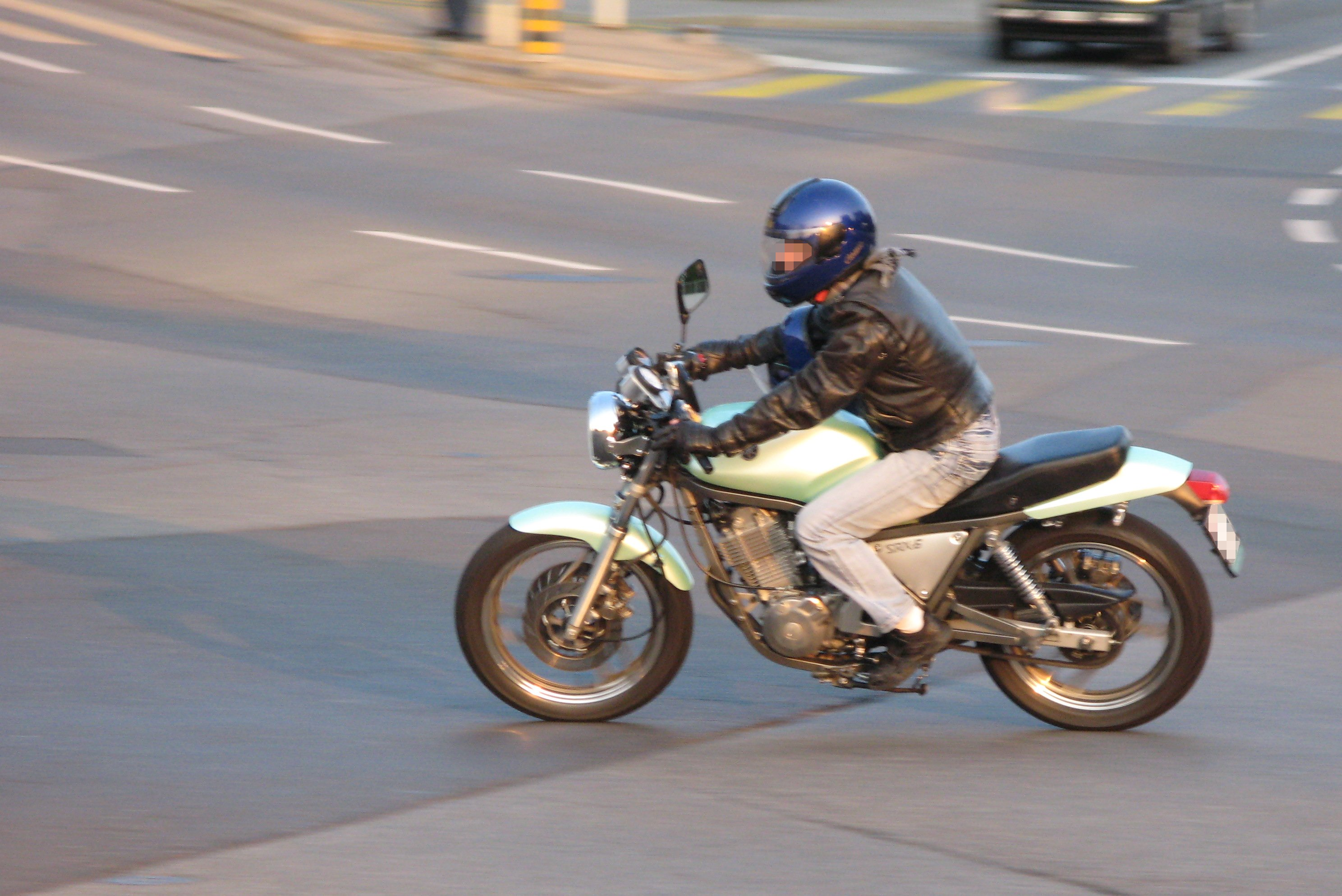
Yamaha SRX-6

Yamaha SRX600 är en motorcykel från Yamaha. Motorn är encylindrig med ram i fyrkantsrör och byggd kring samma 608cc motor som används i de mer kända TT/XT modellerna. 

## Mottagande
SRX600 togs fram som efterföljare till de fortfarande producerade SR-400/-500 modellerna, men blev aldrig populär i samma omfattning som dessa. Största anledningen till bristen i popularitet var en, vid introduktionen i Sverige, satt gräns för kraftig höjning av försäkringspremien som låg på 600cc. Ett annat skäl var att kickstart vid 80-talets mitt inte ännu kunde betraktas som retro.
I Sverige såldes inte mer än uppskattningsvis ett 80-tal SRX600, alla av årsmodell 1986. SRX600 har sedermera fått något av en kultstatus med aktiva diskussionsforum på nätet och internationella träffar runt om i Europa.

## Uppföljare
1990 släppte Yamaha generation 2 av SRX600, denna gång med motor från XT600E (med elstart), uppdaterat chassi och styling med monodämpare bak och moderna hjuldimensioner, dvs 17" där det tidigare varit 18". Gen 2 såldes i princip enbart i Japan även om ett antal hojar hittat till Europa och USA via parallellimport.